# Leap Year (1924)
Leap Year (Brasil: Elas e Eles) é um filme mudo estadunidense de 1924, do gênero comédia, dirigido por James Cruze, com roteiro de Walter Woods baseado na história "Leap Year", de Sarah Y. Mason.
Este filme não foi exibido nos Estados Unidos (onde era chamado de Skirt Shy) por causa do envolvimento de Roscoe Arbuckle no escândalo da morte de Virginia Rappé.